# Tweede klasse 1897-98 (voetbal België)
Het seizoen 1897/98 van de Eerste Afdeeling, de voorloper van de Belgische Tweede Klasse was het tweede seizoen dat er een competitie onder het hoogste niveau gespeeld werd in België. De competitie werd niet als een nationaal niveau beschouwd. Niet alle wedstrijden werden gespeeld.  Er was ook geen degradatie of promotie.
De acht deelnemende ploegen werden ingedeeld  volgens twee regionale reeksen "Brabant" en "Luik".  De winnaars van deze reeksen speelden tegen elkaar voor de titel.   Winnaar werd Verviers FC.  

## Eindstand Eerste Afdeeling

### Afdeling Brabant
|   |   |                                               | P | W | G | V | +  | -  | DS  | Ptn |
| - | - | --------------------------------------------- | - | - | - | - | -- | -- | --- | --- |
| F | 1 | reserven Racing Club de Bruxelles             | 7 | 5 | 1 | 1 | 28 | 9  | 19  | 11  |
|   | 2 | Skill FC de Bruxelles                         | 7 | 5 | 0 | 2 | 22 | 14 | 8   | 10  |
|   | 3 | reserven Léopold Club                         | 6 | 3 | 2 | 1 | 14 | 7  | 7   | 8   |
|   | 4 | reserven Athletic & Running Club de Bruxelles | 6 | 2 | 0 | 4 | 9  | 7  | 2   | 4   |
|   | 5 | Intrépide FC                                  | 7 | 0 | 1 | 6 | 4  | 40 | -36 | 1   |
|   | 6 | Rapiditas FC de Molenbeek                     | 0 | 0 | 0 | 0 | 0  | 0  | 0   | 0   |

P: wedstrijden gespeeld, W: wedstrijden gewonnen, G: gelijke spelen, V: wedstrijden verloren, +: gescoorde doelpunten, -: doelpunten tegen, DS: doelsaldo, Ptn: totaal punten, F: gekwalificeerd voor finale
Opmerking
De bovenstaande eindstand kan niet correct zijn.  Het totaal aantal gewonnen wedstrijden (15) is niet gelijk aan het totaal aantal verloren wedstrijden (14). Toch is de eindstand zoals hierboven de "officiële" eindstand.

### Afdeling Luik
|   |   |                      | P | W | G | V | + | - | DS | Ptn |
| - | - | -------------------- | - | - | - | - | - | - | -- | --- |
| F | 1 | Verviers FC          | 2 | 1 | 1 | 0 | 4 | 3 | 1  | 3   |
|   | 2 | reserven FC Liégeois | 2 | 0 | 1 | 1 | 3 | 4 | -1 | 1   |

P: wedstrijden gespeeld, W: wedstrijden gewonnen, G: gelijke spelen, V: wedstrijden verloren, +: gescoorde doelpunten, -: doelpunten tegen, DS: doelsaldo, Ptn: totaal punten,  F: gekwalificeerd voor finale

### Finale
Verviers FC kroonde zich tot kampioen na een heen- en terugwedstrijd tegen de reserven van Racing Club de Bruxelles.
| Datum | Wedstrijd                         | Wedstrijd | Wedstrijd                         | Uitslag |
| ----- | --------------------------------- | --------- | --------------------------------- | ------- |
|       | Verviers FC                       | -         | reserven Racing Club de Bruxelles | 4 - 2   |
|       | reserven Racing Club de Bruxelles | -         | Verviers FC                       | 5 - 4   |